# Сан-П'єтро-Кларенца
Сан-П'єтро-Кларенца (італ. San Pietro Clarenza, сиц. San Petru Clarenza) — муніципалітет в Італії, у регіоні Сицилія,  метрополійне місто Катанія.
Сан-П'єтро-Кларенца розташований на відстані близько 530 км на південний схід від Рима, 160 км на південний схід від Палермо, 8 км на північний захід від Катанії.
Населення — 7588 осіб (2014).

## Демографія
Населення за роками:

Станом на 1 січня 2023 року в муніципалітеті офіційно проживало 57 іноземців з 31 країни, серед них 22 громадяни країн Євросоюзу та 1 громадянин України.

## Сусідні муніципалітети
- Бельпассо
- Кампоротондо-Етнео
- Катанія
- Маскалучія
- Містерб'янко